# Ballore
Ballore ist eine französische Gemeinde mit 90 Einwohnern (Stand: 1. Januar 2022) im Département Saône-et-Loire in der Region Bourgogne-Franche-Comté. Sie gehört zum Arrondissement Charolles, zum Kanton Charolles (bis 2015: Kanton La Guiche) und zum Kommunalverband Communauté de communes du Charolais.

## Geografie
Ballore liegt etwa 46 Kilometer westsüdwestlich von Chalon-sur-Saône am Arconce. Umgeben wird Ballore von den Nachbargemeinden Le Rousset-Marizy im Norden und Nordosten, La Guiche im Osten, Mornay im Süden sowie Martigny-le-Comte im Westen.

## Bevölkerungsentwicklung
| Jahr                      | 1962 | 1968 | 1975 | 1982 | 1990 | 1999 | 2006 | 2013 |
| Einwohner                 | 159  | 142  | 127  | 115  | 93   | 84   | 82   | 85   |
| Quelle: Cassini und INSEE |      |      |      |      |      |      |      |      |

## Sehenswürdigkeiten
- Archäologische Fundstätte aus dem 3. nachchristlichen Jahrhundert, seit 1943 Monument historique

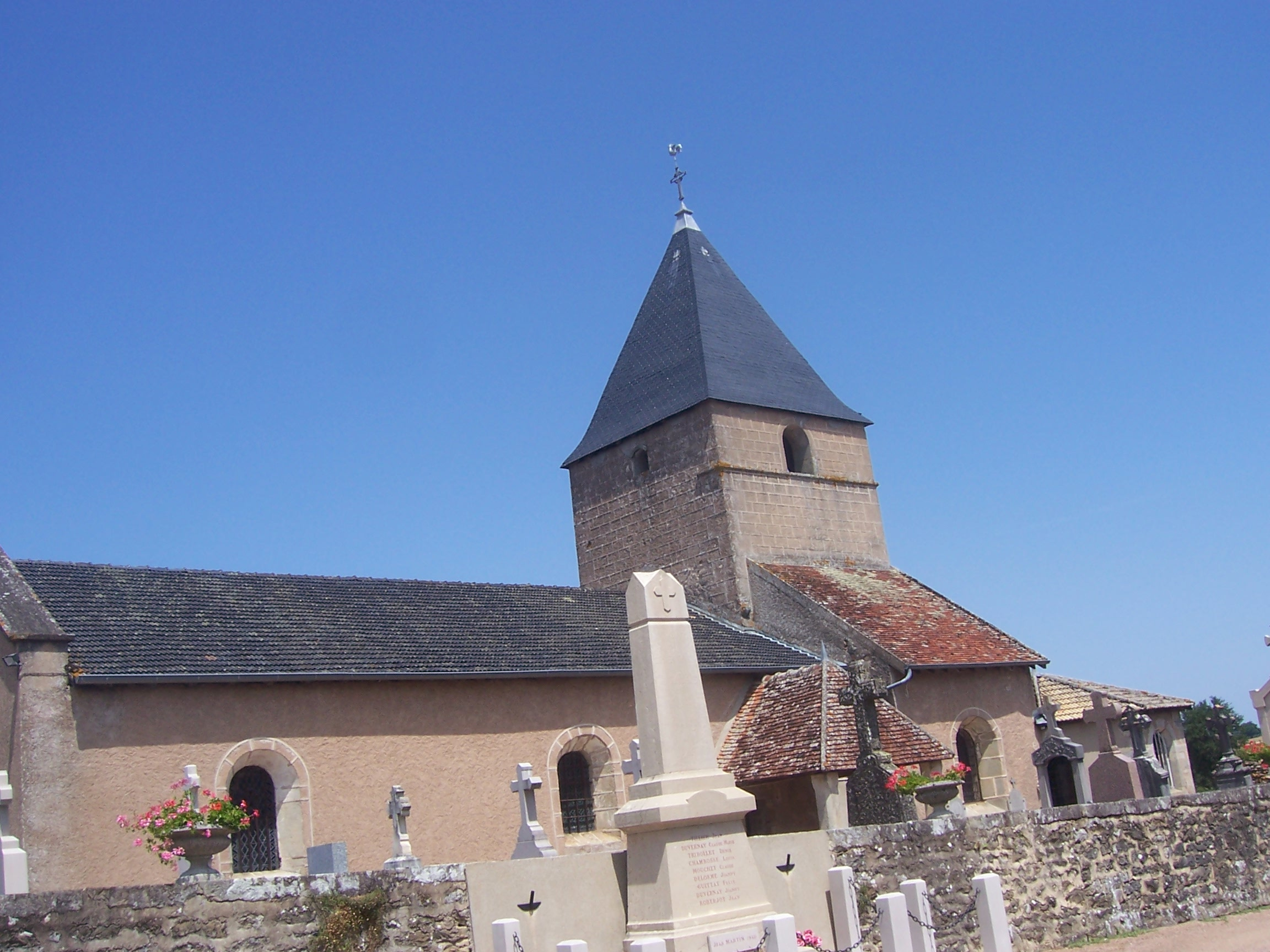
Kirche Saint-Denis

- Kirche Saint-Denis
- Schloss Ballore